# Schlacht in der Sierra Guadalupe
Gijón –
Oviedo –
Alcázar von Toledo –
Mérida –
Badajoz –
Guipúzcoa –
Mallorca –
Sierra Guadalupe –
Talavera de la Reina –
Madrid –
Straße nach Coruña –
Málaga –
Jarama –
Guadalajara –
Krieg im Norden (Durango, Guernica, Santander) –
Brunete –
Belchite –
Teruel –
Cabo de Palos –
Aragon –
Ebro –
Katalonien
Die Schlacht in der Sierra Guadalupe, auch Tejooffensive genannt, war ein Schritt der Nationalisten auf ihrem Marsch nach Madrid während des Spanischen Bürgerkriegs.
Ende August 1936 marschierten die Truppen General Yagües durch die Berge von Guadalupe in Zentralspanien und stießen in das Tal des Tejo vor. Sie eroberten mehrere Städte und trieben die republikanischen Truppen vor sich her.

## Vorgeschichte
Am 14. August fiel die Stadt Badajoz nach der Schlacht von Badajoz (1936) in die Hände der Nationalisten unter General Yagüe. Dadurch war die Zweite Spanische Republik von Portugal abgeschnitten. Francos Ziel war es, so rasch wie möglich Madrid zu erobern und die motorisierten Truppen setzen nun ihren Marsch auf Madrid fort.
Um diesen Vormarsch von Süden her aufzuhalten, wurde der republikanische General Manuel Riquelme mit seiner so genannten Extremadura-Armee, etwa 9.000 Milizionäre, in Marsch gesetzt. Diese Milizen wurden hastig von den Bergen der ‘‘Guadarramafront’’ in Richtung des Tals des Tejo in Bewegung gesetzt.

## Die Schlacht
Die Regierungsmilizen waren dürftig ausgebildet und nur schlecht bewaffnet. Es stellte sich bald heraus, dass sie den Soldaten der Spanischen Legion und den marokkanischen Kolonialtruppen nicht gewachsen waren. Viele Milizionäre desertierten und um sich nicht zu „entehren“, weigerten sich viele, Schützengräben auszuheben.
Daraus resultierte eine ständige Gefahr, von den nationalistischen Truppen überrannt oder umfasst zu werden, und die Republikaner befanden sich ständig auf dem Rückzug.
Riquelmes Truppen schlossen auch Anarchisten ein, die sich weigerten seinen Befehlen Folge zu leisten. Sie begannen auf eigene Initiative hin, sinnlose Angriffe in den Hügeln von San Vicente zu führen. Am 17. August stießen die Truppen von Oberst Tella durch Trujillo hindurch und überquerten den Tejo bei Almaraz. Am 21. August fiel Guadalupe in die Hände von Major Antonio Castejón Espinosa.
Bei Medellín kamen die Truppen von Oberst Carlos Asensio Cabanillas unter schweres Feuer der republikanischen Luftwaffe unter André Malraux.
Am 27. August trafen sich die drei nationalistischen Truppenteile in Navalmoral und sie begannen mit den ersten Luftangriffen auf Madrid.

## Folgen
Die Schlacht in der Sierra Guadalupe war ein großer Schritt der Nationalisten auf ihrem Marsch nach Madrid. Danach kam es noch zur Schlacht von Talavera de la Reina und danach zur Belagerung von Madrid.